# Cheilodactylus zonatus
Cheilodactylus zonatus är en fiskart som beskrevs av Cuvier, 1830. Cheilodactylus zonatus ingår i släktet Cheilodactylus och familjen Cheilodactylidae. Inga underarter finns listade i Catalogue of Life.